# اندی زکیری
اندی زکیری (انگلیسی: Andi Zeqiri؛ زادهٔ ۲۲ ژوئن ۱۹۹۹) بازیکن فوتبال اهل سوئیس است.
از باشگاه‌هایی که در آن بازی کرده‌است می‌توان به باشگاه فوتبال یوونتوس و باشگاه فوتبال لوزان-اسپورت اشاره کرد.
وی همچنین در تیم‌های ملی فوتبال پایه و بزرگسالان سوئیس بازی کرده‌است.

## زندگی شخصی
زکیری در لوزان، سوئیس از پدر و مادر آلبانیایی کوزوویی متولد شد.

## تیم ملی

### پایه‌های سوئیس
زکیری از سال ۲۰۱۳ در سطح بین‌المللی جوانان به ترتیب در تیم‌های زیر ۱۵، زیر ۱۶، زیر ۱۷، زیر ۱۸، زیر ۱۹، زیر ۲۰ و زیر ۲۱ سال در سوئیس حضور دارد و با این تیم‌ها ۶۱ بازی انجام داد و ۲۹ گل به ثمر رساند.

### پیشنهاد کوزوو
در ۱۷ ژوئن ۲۰۲۰، پدر زکیری تأیید کرد که زکیری پاسپورت کوزوو را دریافت کرده‌است و روند تکمیل مدارک لازم را آغاز خواهد کرد که به او اجازه می‌دهد بلافاصله پس از پایان مسابقات قهرمانی زیر ۲۱ سال اروپا با تیم زیر ۲۱ سال سوئیس، برای کوزوو بازی کند.در ۲۶ اوت ۲۰۲۰، آگیم آدمی، رئیس فدراسیون فوتبال کوزوو، تأیید کرد که زکیری قرار بود در سپتامبر ۲۰۲۰ برای بازی‌های لیگ ملت‌های اروپا مقابل مولداوی و یونان به تیم ملی کوزوو فراخوانده شد، اما به دلیل مشکلات مستندات، نمی‌تواند بخشی از تیم باشد.

### دعوت به سوئیس
زکیری پس از این‌که در فهرست ۲۹ نفره اولیه سوئیس برای یورو ۲۰۲۰ در ۱۹ مه ۲۰۲۱ قرار گرفت و برای اولین بار به این تیم دعوت شد، حرفه ملی خود را در سوئیس ادامه داد. یورو ۲۰۲۰ به علت دنیاگیری کووید-۱۹ در سال ۲۰۲۱ برگزار شد.
او اولین بازی ملی خود را در ۱ سپتامبر ۲۰۲۱ انجام داد و در بازی دوستانه ۲–۱ مقابل تیم ملی فوتبال یونان در خانه به عنوان بازیکن تعویضی وارد زمین شد.